# Joseph Hasner von Artha
Joseph Hasner Ritter von Artha (* 13. August 1819 in Prag; † 2. Februar 1892 ebenda) war ein böhmischer Augenarzt.

## Leben
Joseph Hasner Ritter von Artha war der Sohn des Prager Juristen und Staatsbeamten Leopold Hasner (1788–1864), der 1836 den erblichen österreichischen Adelsstand und 1854 – infolge der Verleihung des Ritterkreuzes des Leopold-Ordens – den erblichen österreichischen  Ritterstand erhalten hatte. Dessen anderer Sohn war der Politiker Leopold Hasner von Artha. 
Joseph Hasner von Artha studierte in Prag und wurde 1842 im dortigen allgemeinen Krankenhaus Sekundärarzt und Assistent an der Augenklinik. Er habilitierte sich 1848 als Privatdozent und erhielt eine okulistische Abteilung im Krankenhaus. Im Jahr 1852 wurde er außerordentlicher und 1856 ordentlicher Professor der Augenheilkunde und Primärarzt in Prag. Seit 1869 redigierte er mit Halla die Prager Vierteljahrsschrift für die praktische Heilkunde (seit 1880 Zeitschrift für Heilkunde).
Nach ihm wird die Plica lacrimalis, eine im unteren Nasengang befindliche Schleimhautfalte an der Mündung des Tränen-Nasen-Gangs, als Hasner-Falte bezeichnet.

## Werke
- Entwurf einer anatomischen Begründung der Augenkrankheiten (Prag 1847);
- Beiträge zur Physiologie und Pathologie des Tränenableitungsapparats(Prag 1851);
- Über die Benutzung foliierter Glaslinsen zur Untersuchung der Augen (Prag 1854);
- Klinische Vorträge über Augenheilkunde (Prag 1860–66,3 Tle.);
- Die Statopathien des Auges (Prag 1869);
- Beiträge zur Physiologie und Pathologie des Auges (Prag 1873);
- Über die Grenzen der Akkommodation des Auges (Prag 1875);
- Das mittlere Auge in seinen physiologischen und pathologischen Beziehungen (Prag 1879);
- Die Verletzungen des Auges in gerichtsärztlicher Beziehung (in Maschkas Handbuch der gerichtlichen Medizin, Tübingen 1880);
- Tycho Brahe und J. Kepler in Prag (Prag 1872).